# Batailles
Batailles est une pièce de théâtre de Jean-Michel Ribes et Roland Topor créée sur la scène du Théâtre de l'Athénée le 15 novembre 1983. 
Elle est composée de cinq saynètes : Bataille navale (Ribes), Bataille intime (Topor), Bataille au sommet (Topor), Ultime bataille (Ribes) et Bataille dans les Yvelines (Ribes et Topor).
Le texte est disponible aux éditions Actes Sud Papiers.

## Les cinq batailles

### Bataille navale
Cette petite pièce d'environ 30 minutes est une allégorie des rapports de la société capitaliste transposée sur un radeau en dérive, après le naufrage d'un luxueux paquebot : le Neptune. Félix Blandaimé, aristocrate d'une cinquante d'années, et Plantin, barman du salon des deuxième classes, livrent une "bataille" très symbolique sur la domination des classes supérieures sur les classes inférieures et de leurs différences à travers toute une série de querelles intempestives. Il est question de la place respective de chacun sur le radeau (Blandaimé ayant une position plus confortable que Plantin), du style d'écriture de Blandaimé lors de la rédaction d'un message de perdition (Plantin ayant une bouteille et Blandaimé une feuille et un stylo), etc. La saynète se termine sur une inversion des rôles entre les deux personnages.

### Bataille intime
Dans ce monologue, une femme parle d'un homme qu'elle a tué.

### Bataille au sommet
Un homme s'est lancé dans l'ascension du Matterhorn. Il en rencontre un autre, attablé, qui lui offre du champagne. Celui-ci finit par lui annoncer qu'il est mort en tentant l'ascension.

### Ultime bataille
Une femme parle à un homme, accroché à son balcon, avec lequel elle a vécu une histoire d'amour.

### Bataille dans les Yvelines
Après une longue absence, Nepo revient voir Franck alors qu'il doit écrire un amendement pour le Parlement européen. Il lui annonce qu'il va lui rendre sa femme, Irène.

## Théâtre de l'Athénée,1983
À partir du 15 novembre 1983 au Théâtre de l'Athénée.
- Mise en scène : Jean-Michel Ribes
- Décors : Gérard Didier
- Costumes : Valérie Grall
- Lumières : Joël Hourbeigt
- Distribution :
  - Jean-Pierre Bacri
  - Philippe Khorsand
  - Tonie Marshall

## Théâtre du Rond-Point,2008
Du 20 février au 20 avril 2008 au Théâtre du Rond-Point.
- Mise en scène : Jean-Michel Ribes
- Décors : Jean-Marc Stehlé
- Costumes : Juliette Chanaud
- Lumières : Hervé Gary
- Distribution :
  - Pierre Arditi
  - François Berléand
  - Tonie Marshall